# Таледжо
Таледжо (итал. Taleggio) — коммуна в Италии, располагается в регионе Ломбардия, в провинции Бергамо.
Население составляет 618 человек (2008 г.), плотность населения составляет 13 чел./км². Занимает площадь 47 км². Почтовый индекс — 24010. Телефонный код — 0345.
Покровителями коммуны почитаются святой апостол и евангелист Марк и святой Иоанн Креститель, празднование 24 июня.

## Демография
Динамика населения:

## Администрация коммуны
- Официальный сайт: http://www.comune.taleggio.bg.it/